# Asi Dajan
Asaf 'Asi' Dajan (hebr. אסף „אסי” דיין, ang. Assi Dayan, ur. 23 listopada 1945 w Nahalal, zm. 1 maja 2014 w Tel Awiwie) – izraelski aktor, reżyser, scenarzysta i producent filmowy.

## Życiorys
Był synem Moszego Dajana, późniejszego generała IDF i polityka izraelskiego oraz działaczki pokojowej Ruty. Jego dziadkiem był Szemu’el Dajan – syjonista i polityk izraelski.
Rozpoczął karierę aktorską w 1967 roku. Zagrał w wielu filmach, a sam wyreżyserował ich 16. Został uhonorowany Wyróżnieniem Specjalnym i czterokrotnie nagrodą Ofir, a także pięciokrotnie otrzymał nominację do tej nagrody oraz nominacje do dwóch nagród Złotego Globu i Złotego Niedźwiedzia. W 1998 roku na Międzynarodowym Festiwalu Filmowym w Jerozolimie przyznano mu nagrodę za całokształt twórczości.
Zmarł 1 maja 2014 roku w wieku 68 lat.

## Filmografia
reżyser
- 1975: Hagiga Le'enayim
- 1975: Giwat Halfon Elna Ona
- 1976: Eizeh Yofi Shel Tzarot!
- 1979: Shlager
- 1983: B'Hinat Bagrut
- 1992: Ha-Chayim Al-Pi Agfa
- 1997: 92 minuty pana Bauma
- 2011: Dr. Pomerantz

producent
- 1975: Hagiga Le'enayim

scenarzysta
- 1975: Hagiga Le'enayim
- 1975: Giwat Halfon Eina Ona
- 1976: Eizeh Yofi Shel Tzarot!
- 1979; Shlager
- 1983: B'Hinat Bagrut
- 1985: Banot
- 1990: Derech Ha'nesher
- 1992: Ha-Chayim Al-Pi Agfa
- 1997: 92 minuty pana Bauma
- 2006: Rak Klavim Ratzim Hofshi
- 2011: Dr. Pomerantz
- 2014: The Angriest Man in Brooklyn

aktor
seriale
- 2005: BeTipul jako Re'uven Dagan
- 2006: Parashat Ha-Shavua jako Noah Epshtein

film
- 1969: Hamisha Yamim B'Sinai jako Jossi
- 1969: Spacer z miłością i śmiercią jako Heron
- 1970: Obietnica poranka jako Romain (25 lat)
- 1976: The Sell Out jako porucznik Elan
- 1977: Operacja Piorun jako Szuki
- 1978: Uranowi spiskowcy jako Dan
- 1979: Moments de la vie d'une femme jako Awi
- 1984: Me'Ahorei Hasoragim jako Assaf
- 1986: Oddział Delta jako Raffi Amir
- 1992: Brev til Jonas
- 1995: Zihron Devarim jako Caesar
- 1997: Ein Shemot Al Hadlatot
- 1997: Ben Gurion
- 1997: 92 minuty pana Bauma jako Mickey Baum
- 2000: Ha-Hesder jako rabin Melzer
- 2001: Odot-Ha-Monitin
- 2001: Zimzum jako Uriel Morag
- 2002: Ha-Shiva MeHodu jako Abraham Lazar
- 2004: Zachodni brzeg jako Motkeh
- 2005: Lemarit Ain jako Raphael
- 2006: Rak Klavim Ratzim Hofshi
- 2006: Mroczne tajemnice jako Icek
- 2006: Bekarov, Yikre Lekha Mashehu Tov jako Awraham
- 2007: Mój ojciec, mój Pan jako rabin Abraham Eidelmann
- 2007: Liebesleben jako profesor Jary
- 2007: Meduzy jako ojciec Batii
- 2009: Carmel
- 2011: Dr. Pomerantz jako dr Jo’el Pomerantz
- 2013: Pukanie do drzwi jako pisarz